# ایوت فیلدینگ
ایوِت فیلدینگ (انگلیسی: Yvette Fielding؛ زادهٔ ۲۳ سپتامبر ۱۹۶۸) مجری تلویزیون، تهیه‌کننده تلویزیونی، بازیگر و مؤلف اهل بریتانیا است. وی از سال ۱۹۸۳ میلادی تاکنون مشغول فعالیت بوده‌است.
از فیلم‌ها یا مجموعه‌های تلویزیونی که وی در آن‌ها نقش داشته‌است، می‌توان به در انتهای دوران میانسالی، زنان رها و نسخهٔ بریتانیایی بفرمایید شام اشاره نمود.